# Кастелабате
Кастелабате је насеље у Италији у округу Салерно, региону Кампанија.
Према процени из 2011. у насељу је живело 724 становника. Насеље се налази на надморској висини од 289 м.

## Становништво
| 1951. | 1961. | 1971. | 1981. | 1991. | 2001. | 2011. |
| ----- | ----- | ----- | ----- | ----- | ----- | ----- |
| 6.686 | 6.674 | 6.221 | 6.914 | 7.414 | 7.775 | 8.209 |